# Tartessos

Vermoedelijke invloedssfeer van Tartessos

Tartessos (Τάρτησσος) is de Griekse naam voor de zeer oude handelsstad die voorbij de zuilen van Hercules lag en vermoedelijk aan de monding van de Guadalquivir in de tegenwoordige Spaanse autonome regio Andalusië. De Romeinen noemden de stad Tartessus en mogelijk door de Israëlieten als תַּרְשִׁישׁ Tarsis (ook gespeld als Tharsish). 

## Oorsprong

Iberische Bronstijdculturen

In het zuiden van Spanje bestond tussen 2200 en 1550 v.Chr. de El-Argarcultuur, een bronstijdcultuur onder Midden-Europese invloed ontstaan uit de lokale Los Millarescultuur. Ten westen van de Straat van Gibraltar bevonden zich eveneens een aantal bronstijdnederzettingen, los gegroepeerd als Zuidwest-Iberische Bronstijdculturen. Met vergelijkbare culturen van Portugal tot de Britse Eilanden lagen deze aan de basis van de Atlantische bronstijd. Volgens sommigen zouden ze ook zijn beïnvloed door handelaren uit het Minoïsche Kreta, dat tussen 2500 en 1500 v.Chr. de handel op en rond de Middellandse zee beheerste. Bewijzen hiervoor zijn er echter niet.
Tartessos was vooral bekend om zijn rijke metaalhandel. De regio Zuid-Spanje was (en is nog steeds) erg rijk aan allerlei ertslagen zoals koper, tin, goud, zilver, kwik enz. Vooral in de omgeving van de Río Tinto (die zijn naam dankt aan de vele kleuren die het water aanneemt door de aanwezige ertslagen in zijn stroomgebied) komt heel veel metaal voor. Hier zijn ook zeer oude mijnen gevonden die al in de vroege kopertijd (vóór 3000 v.Chr.) in productie waren en die zelfs tegenwoordig nog rijk genoeg zijn om in productie te houden. Ook zijn er aanwijzingen dat de bewoners van de regio de eerste handelaren waren die op de legendarische Tineilanden voeren, hetgeen waarschijnlijk op Groot-Brittannië slaat en meer specifiek Cornwall en de aanliggende Scilly-eilanden, waar prehistorische tinmijnen nog te bezichtigen zijn. De handel van Tartessos was zo lucratief dat de Foeniciers er vlakbij een handelspost stichtten omstreeks het jaar 1000 v.Chr., genaamd Gadir (Fenicisch voor 'ommuurde stad') om zo beter een graantje mee te kunnen pikken van Tartessos' welvaart. Gadir is tegenwoordig bekend als Cádiz.

## Tartessos in de Griekse literatuur
De Griekse geschiedschrijver Herodotus maakt ook melding van Tartessos en vooral over de uitzonderlijke rijkdom ervan en hoe de Grieken ermee in contact kwamen. Volgens sommige andere Griekse schrijvers, zoals Strabo, was er zoveel edelmetaal dat de Tartessiaanse schepen zilveren blokken gebruikten als anker en als ballast. Ook zou Tartessos volgens de Griekse schrijvers een uitgebreid wettenstelsel en een omvangrijke, zeer oude literatuur bezeten hebben. Hun geschiedschrijving zou teruggaan tot kort na de grote vloed van Deukalion (de 'Griekse' Noach).
De Griekse held Herakles bezocht op zijn reizen de Hesperiden die woonden in Hesperia dat geassocieerd werd met, vanuit Grieks standpunt, het verre westen, voorbij de Zuilen van Heracles of de rand van de bekende wereld. Volgens sommigen zou Hesperia in Tartessos gelegen hebben. Een aanwijzing is dat in de Griekse mythologie ook de Hesperiden baadden in materiële welvaart; vooral edele metalen waren er overvloedig.
Door sommige schrijvers wordt Tartessos als een mogelijke kandidaat voor het legendarische Atlantis gehouden. Ook dit mythische land wordt een welvarende beschaving toegedicht door o.a. Plato. Recentelijk beweert een team archeologen van een site in Zuid-Spanje weer dat ze de plaats van Atlantis hebben gevonden.

### Arganthonios
Een bij de Griekse schrijvers genoemde koning van Tartessos was Arganthonios die volgens Herodotus 120 jaar oud werd en 80 jaar koning van Tartessos was (630-550 v.Chr.). Zijn rijk bestreek het hele huidige Andalusië. Zijn naam is mogelijk afgeleid van het Spaans-Keltische woord argan, dat zilver betekent. Arganthonios zou dan zoiets als man van zilver betekenen. Volgens de legenden was Tartessos dan ook enorm rijk aan zilver en andere metalen. De Grieken kwamen voor het eerst rechtstreeks in contact met Tartessos tijdens de regering van Arganthonios toen een Grieks schip door een storm ver naar het westen afdreef en in de stad terechtkwam. Verschillende maanden werd de bemanning met koninklijke weelde vermaakt en ten slotte vertrokken ze met het ruim vol edelmetalen. Ze kregen zelfs 1,5 ton zilver mee om te betalen voor de versteviging van de stadsmuren van hun thuishaven tegen de Perzen. Tevens nodigde Arganthonios hen en hun landgenoten uit om terug te komen om zich in zijn rijk te vestigen. Arganthonios had dus veel sympathie voor deze Griekse handelaren die de stad bezochten en vele Grieken namen deze uitnodiging aan en stichtten verscheidene nieuwe nederzettingen in Zuid-Spanje. De bekendste van deze Griekse kolonies was Mainaka, het huidige Málaga. Een meer nuchtere reden dat Arganthonios de Grieken uitnodigde was waarschijnlijk dat hij bondgenoten kon gebruiken tegen de opdringende Feniciërs en Carthagers. In een door Herodotos genoemde zeeslag tussen de Grieken en de verbonden Etrusken en Carthagers sneuvelde Argonthonios. De Grieken wonnen weliswaar maar verloren zoveel schepen dat ze hun ambities in Zuid-Spanje opgaven. Kort daarna werden de Griekse kolonies in dit gebied overgenomen door de Carthagers en verdween Tartessos uit beeld. Mogelijk was deze zeeslag de slag bij Alalia, voor de kust van Corsica bij het huidige Aléria.
Andere koningen van Tartessos:
- Geryon dezelfde die Hercules bezocht zou hebben tijdens diens reizen.
- Habis

## In de Bijbel
In het Oude Testament, in de Bijbel, wordt de stad mogelijk genoemd als Tarsis. Dit kan echter ook verwijzen naar of de Libanese havenstad Tarshish of de Turkse stad Tarsus, die allebei ontstaan waren in het bronzen tijdperk, ongeveer 3000 jaar geleden. Hoewel er gespeculeerd wordt dat deze zich mogelijk op het Iberische schiereiland kon bevinden zijn hiervoor geen bewijzen gevonden.
Volgens de volkerenlijst in het eerste Bijbelboek Genesis was Tarsis een zoon van Javan en kleinzoon van Jafet. Aanvankelijk trokken de nakomelingen van Tarsis naar Zuid-Anatolië waar ze onder andere de stad Tarsus stichtten. Vervolgens zwierven ze uit over de Middellandse Zee, die volgens sommige bronnen toentertijd de Tartessische Zee genoemd werd, waarbij ze talrijke eilanden en kuststreken koloniseerden waaronder Kreta en Zuid-Spanje.
Ze stonden bekend als vaardige ambachtslieden en handelaars. Salomo dreef handel met Tarsis samen met zijn bondgenoot koning Hiram van Tyrus. De profeet Jona wilde op een schip naar Tharsish vluchten, hoewel hier ook Tarsus bedoeld kan zijn.

## Latere geschiedenis
Na de 6de eeuw voor Christus wordt er niets meer vernomen van Tartessos. Waarschijnlijk is het ten slotte verwoest door de nabije kolonie Gadis of Carthago, die geen concurrenten duldde op de Westelijke Middellandse Zee en de lucratieve tinhandel voor zich alleen wilde reserveren.
Recentelijk zijn er ook sporen van een grote vloedgolf gevonden die de kuststreken van Zuid-Spanje overspoeld heeft omstreeks de tijd van het verdwijnen van Tartessos. Dit zou ook de (mede)oorzaak van het plotseling verdwijnen kunnen zijn.

## Archeologisch onderzoek

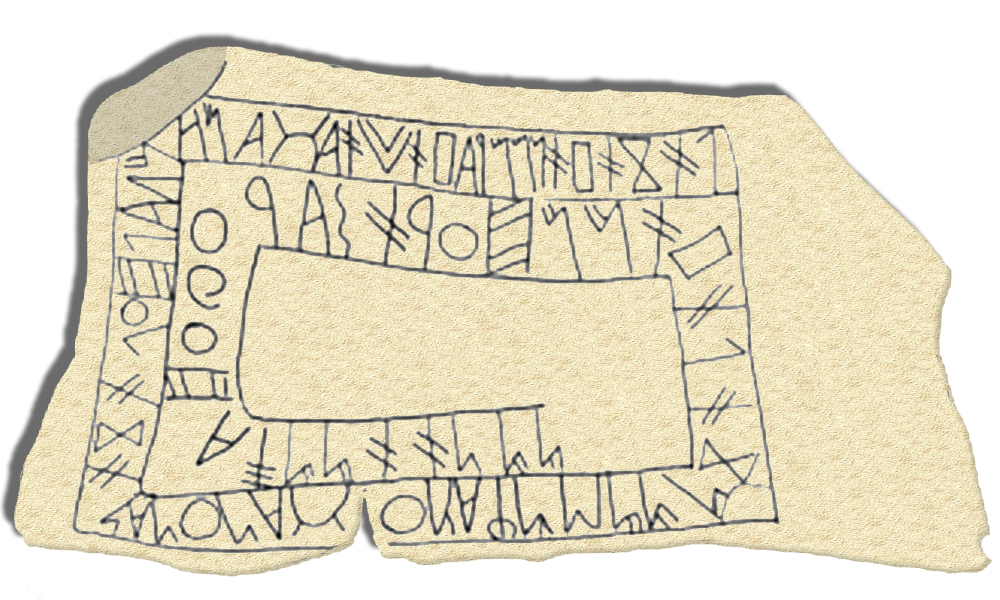
Fonte Velha inscriptie met vermeend Tartessisch schrift

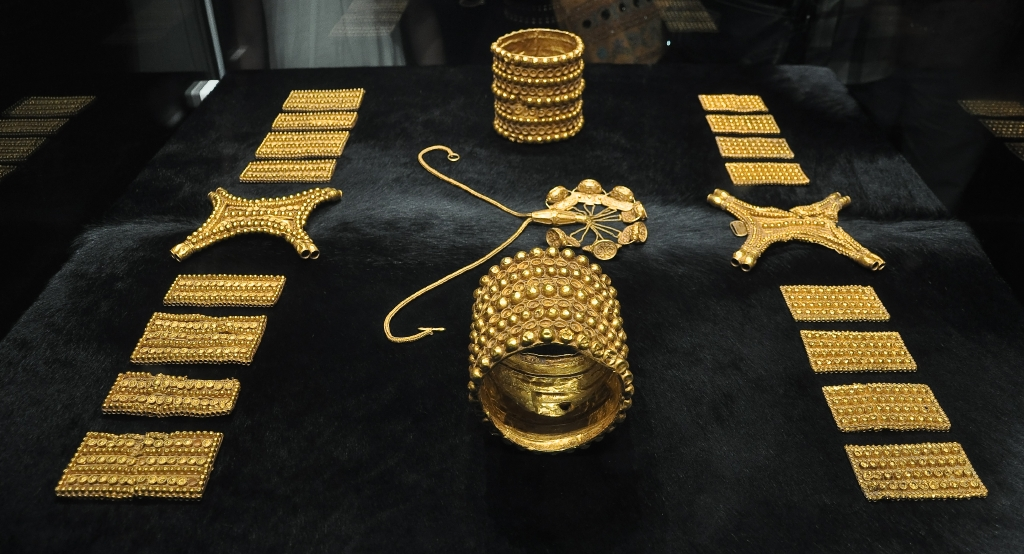
De zogenaamde Tesoro Carambolo (schat van Carambolo) ontdekt in 1958 dicht bij hedendaags Sevilla

Ondanks veel onderzoek door archeologen is de exacte locatie van Tartessos nog steeds niet gevonden. Wel zijn er in Zuid-Spanje inscripties gevonden in een tot nu toe onvertaald schrift dat mogelijk verband houdt met Tartessos. Ook zijn er verschillende rijke vondsten van mogelijk Tartessische goudsmeedkunst. Volgens de meeste antieke berichten lag de stad op een groot driehoekig eiland in de monding van de Guadalquivir. Dit eiland is al lang geleden aan het land vastgegroeid door de aanslibbing van de rivier.
Tegenwoordig ligt er een groot moeras in de monding, dat een nationaal natuurpark is: Parque Nacional de Doñana. Wel zijn er grote steenblokken en verzonken havenkades in de monding van de Guadalquivir gevonden, maar het is nog onduidelijk uit welke tijd deze stammen. Sommige elementen in de Andalusische cultuur, zoals stierenvechten, de flamencodans, bepaalde architectonische decoraties van gebouwen en sommige religieuze feesten, zouden ook nog op beïnvloeding door Tartessos wijzen.